# Cispia
Cispia é um gênero de traça pertencente à família Arctiidae.